# Megaclite (mitología)
En la mitología griega Megaclite o Megaclita (en griego Μεγακλειτή, Megakleitế) era una de las amantes de Zeus, sólo mencionada en una fuente (que se ha conservado corrupta). Tan sólo se dice de la muchacha que era hija de Macario (Macareo) y que le alumbró a Zeus dos hijos: Locro y Tebe, epónimos respectivamente de Lócrida y Tebas. En otra fuente se dice que Apolo engendró a un tal Agreo con Eubea, hija de Macareo; en esta guisa Eubea pudiera ser conjeturalmente la hermana de Megaclite. Sea como fuere Megaclite dio su nombre a uno de los satélites del planeta Júpiter: Megaclite.